# Атестат зрілості
Атеста́т зрі́лості — свідоцтво про закінчення середньої школи.
В Австро-Угорщині, Польщі матура (від лат. maturus, зрілий) — екзамен з матеріалу, охопленого програмою навчання (основною навчальною програмою) вибраних предметів на рівні середньої школи.
У Росії завпроваджено 1872 року в класичних, згодом і в інших чоловічих гімназіях. В радянській школі атестат зрілості запроваджено з 1944/45 навчального року для поліпшення якості навчальної роботи, підвищення відповідальності учнів і вчителів.
Атестат зрілості видається на підставі рішення екзаменаційної комісії та педагогічної ради школи. Учні, що виявили високі успіхи в навчанні та мають відмінну поведінку, нагороджуються золотими та срібними медалями.